# Xanthopimpla novemmacularis
Xanthopimpla novemmacularis är en stekelart som beskrevs av Huang och Wang 1996. Xanthopimpla novemmacularis ingår i släktet Xanthopimpla och familjen brokparasitsteklar. Inga underarter finns listade i Catalogue of Life.